# Catherine Spaak
Catherine Spaak (Boulogne-Billancourt, 3 aprile 1945 – Roma, 17 aprile 2022) è stata un'attrice, cantante, conduttrice televisiva e ballerina belga naturalizzata italiana.

## Biografia

### Origini

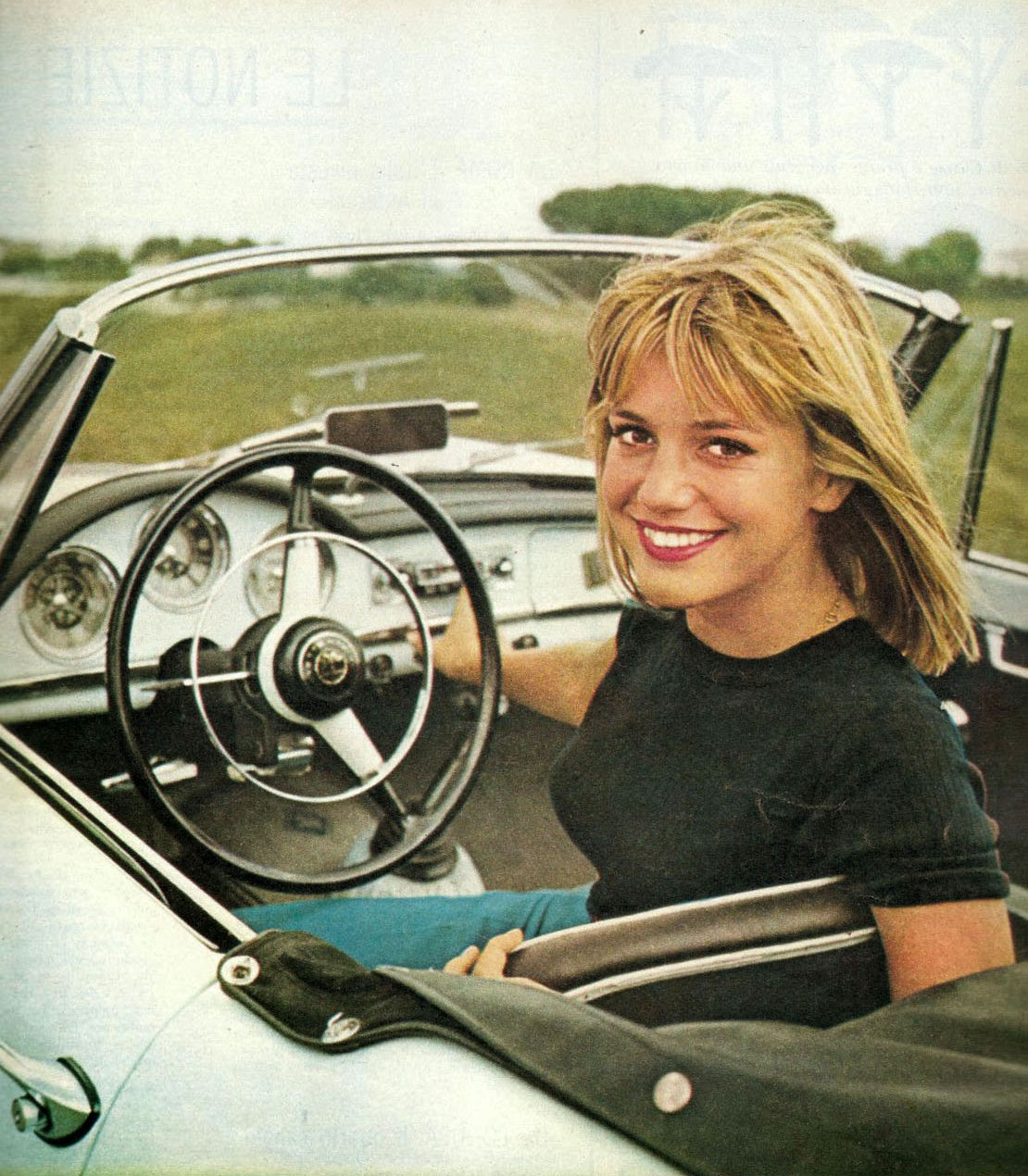
Catherine Spaak nel 1962

Nata in Francia, a Boulogne-Billancourt, nell'Île-de-France, il 3 aprile 1945, Catherine Spaak proveniva da una famiglia del Belgio che annoverava fra i suoi membri anche artisti e uomini politici. Sua madre era l'attrice Claudie Clèves, il padre Charles Spaak era uno sceneggiatore cinematografico, mentre la sorella Agnès è stata anch'essa attrice e poi fotografa. Infine, lo zio Paul-Henri ricoprì per più mandati la carica di primo ministro del Belgio. La moglie di suo zio, Claude Spaak, era Suzanne Spaak, nata Lorge.

### Carriera
Dopo aver recitato una piccola parte a soli 14 anni nel film Il buco di Jacques Becker, esordì in Italia nel 1960 con Dolci inganni di Alberto Lattuada che condizionò i suoi ruoli successivi, incentrati sullo stereotipo di un'adolescente spregiudicata. Lo stesso personaggio, con opportune variazioni, si ritrova in molte pellicole che interpretò nella prima metà degli anni 1960, come Diciottenni al sole, Il sorpasso, La noia, La calda vita, La parmigiana, La bugiarda e La voglia matta, sul cui set conobbe Fabrizio Capucci, che sposò nel 1963 e dalla cui unione, di breve durata, nacque Sabrina, attrice di teatro.
Nel contempo la Dischi Ricordi le offrì un contratto e vennero pubblicati i suoi primi 45 giri, tra cui Mi fai paura (1964) (Alberto Testa-Iller Pattacini); alcuni (Quelli della mia età, cover di Tous les garçons et les filles di Françoise Hardy e L'esercito del surf noto anche come Noi siamo i giovani) diventano successi da hit parade, grazie anche alla promozione nei varietà televisivi del sabato sera del quale fu spesso ospite. Nel 1964 le venne attribuita la Targa d'oro ai David di Donatello e continuò a lavorare in Italia con i più celebri autori e registi, diventando una presenza ricorrente nella commedia all'italiana (L'armata Brancaleone, Adulterio all'italiana, La matriarca, Certo, certissimo, anzi... probabile). Nel 1967 venne proposta quale protagonista ne Il tigre di Dino Risi, accanto a Vittorio Gassman ed Eleanor Parker, ma la parte venne poi assegnata ad Ann-Margret.
Visto il successo, la Spaak nel 1967 tentò anche di farsi notare a Hollywood, partecipando a due film negli Stati Uniti d'America: Intrighi al Grand Hotel, per la regia di Richard Quine, e Se è martedì deve essere il Belgio, per la regia di Mel Stuart, I film, tuttavia, nonostante il cast di rilievo, non ebbero buoni riscontri e l'esperienza rimase isolata. Nel 1968, sotto la regia di Antonello Falqui, interpretò La vedova allegra, musical televisivo tratto dall'omonima operetta, ma nelle parti cantate fu doppiata da Lucia Mannucci del Quartetto Cetra. Suo partner maschile era Johnny Dorelli.
Dal 1970 iniziò a scrivere per alcune testate giornalistiche, collaborando con il Corriere della Sera, Amica, Marie Claire, Il Mattino, TV Sorrisi e Canzoni, In questo decennio partecipò ancora a numerose pellicole di genere, dal western (La parola di un fuorilegge... è legge!) all'erotico conventuale (Storia di una monaca di clausura), dall'horror (Il gatto a nove code di Dario Argento) al dramma Cari genitori, dove interpreta il ruolo - coraggioso per l'epoca - di una lesbica, e prende parte alla commedia cult Febbre da cavallo diretta da Steno. Nella stagione 1978-1979 recitò nella parte di Rossana nella commedia musicale Cyrano (di Riccardo Pazzaglia e Domenico Modugno), per la regia di Daniele D'Anza; nella stagione successiva fu sostituita da Alida Chelli.

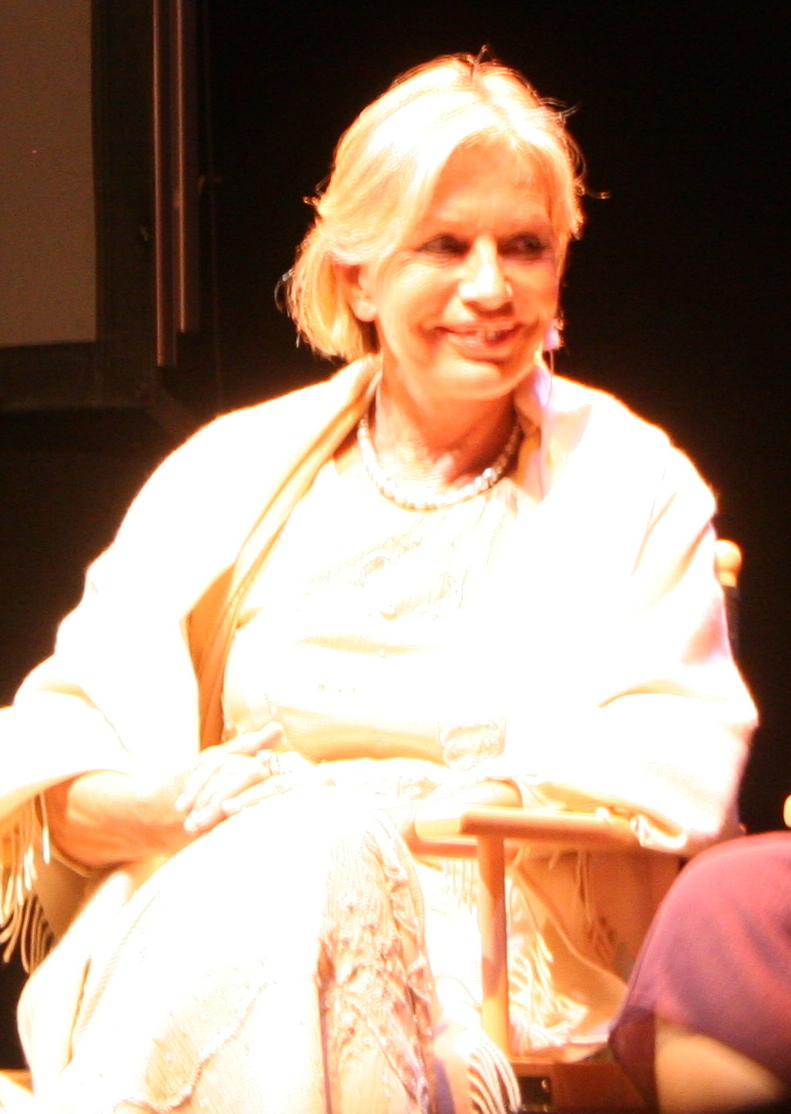
Catherine Spaak nel 2008

Nei primi anni ottanta recitò ancora in alcune commedie di successo al fianco di Paolo Villaggio (Rag. Arturo De Fanti, bancario precario) e Alberto Sordi (Io e Caterina). Inoltre, condusse anche un'edizione di Supersanremo su Italia 1, per poi diradare progressivamente la sua attività cinematografica. Nel 1990 torna al cinema nell'ultimo film in cui recitò Monica Vitti, Scandalo segreto. Dal 28 settembre 1985 al 1988 condusse le prime tre edizioni di Forum con il giudice Santi Licheri, all'interno di Buona Domenica. Autrice e conduttrice di talk show di successo, il più famoso dei quali resta Harem (più di 15 edizioni per Rai 3), fu molto apprezzata dal pubblico per la sua eleganza e raffinatezza. Nella stagione televisiva 2002-2003 condusse su LA7 la trasmissione Il sogno dell'angelo, un talk show incentrato sulla spiritualità.
Terminato il suo periodo televisivo più intenso è tornata al cinema a cavallo tra gli anni duemila e duemiladieci in numerose commedie. Nel 2007 partecipò come concorrente a Ballando con le stelle, condotto da Milly Carlucci, ma venne eliminata alla terza settimana. Nel 2015 è stata una dei concorrenti della decima edizione del reality show L'isola dei famosi, in onda su Canale 5 e con la conduzione di Alessia Marcuzzi; questo impegno si interruppe il 2 febbraio in seguito ad una decisione della stessa Spaak. Insieme a Brigitte Bardot, partecipò all'appello rivolto a José Barroso per una Giornata Vegetariana Europea.

### Malattia e morte
Agli inizi di marzo del 2020 Catherine Spaak fu colpita da emorragia cerebrale. A causa di un residuo cicatriziale nel cervello, soffrì in seguito di attacchi epilettici. Raccontò la sua malattia nel programma Storie italiane del settembre dello stesso anno, invitando gli ammalati ad avere grinta e coraggio nell'affrontare le malattie ed anche a non chiudersi; nella medesima intervista raccontò di come l'ictus le avesse compromesso la vista e il movimento. Le sue condizioni di salute, con l'incalzare della malattia, peggiorarono progressivamente. Le fu fatale un altro attacco ischemico, avvenuto due anni dopo, il 17 aprile 2022, a Roma. Aveva 77 anni. I funerali furono celebrati il 21 aprile in forma strettamente privata.

## Vita privata
Sul set del film La voglia matta incontra l'attore Fabrizio Capucci, che sposa nel 1963 e da cui ha avuto una figlia, Sabrina. L'unione fu di breve durata e la figlia fu contesa durante la separazione. Dal 1972 al 1979 è stata sposata con Johnny Dorelli, da cui ha avuto il figlio Gabriele. Successivamente, è stata per alcuni anni legata all'attore Paolo Malco. Dal 1993 al 2010 è stata sposata con l'architetto Daniel Rey, e dal 2013 al 2020 con Vladimiro Tuselli.

Catherine Spaak con il marito Johnny Dorelli

## Discografia

### Album
- 1963 – Catherine Spaak (Dischi Ricordi, MRL 6034)
- 1964 – Noi siamo i giovani (Dischi Ricordi, MRL 6043)
- 1970 – Promesse... Promesse ... (CGD, FGS 5063) con Johnny Dorelli
- 1974 – Toi et Moi (CGD, 69060) con Johnny Dorelli
- 1976 – Catherine Spaak (CGD, 81314)
- 1978 – Cyrano (Carosello, CLN 25081) con Domenico Modugno

### EP
- 1962 – Prima di te dopo di te / Penso a te / Mes amis, mes copains / Tu ridi di me (Dischi Ricordi, ERL 210, EP 7")

### Singoli
- 1962 – Perdono/Tu ed io (Dischi Ricordi, SRL 10-280)
- 1963 – Quelli della mia età/Ho scherzato con il cuore (Dischi Ricordi, SRL 10-323)
- 1963 – Prima di te dopo di te/Noi due (Dischi Ricordi, SRL 10-328)
- 1963 – Tu ridi di me/Mes amis, mes copains (Dischi Ricordi, SRL 10-335)
- 1964 – Questi vent'anni miei / Penso a te (Dischi Ricordi, SRL 10-340)
- 1964 – Non è niente/Giorni azzurri (Dischi Ricordi, SRL 10-343)
- 1964 – L'esercito del surf/Mi fai paura (Dischi Ricordi, SRL 10-346)
- 1965 – Se mi vuoi mi vuoi/La nostra primavera (Dischi Ricordi, SRL 10-381)
- 1966 – Ieri/Vent'anni o poco più (Dischi Ricordi, SRL 10-407)
- 1967 – La notte è fatta per rubare/Sogni e niente più (Dischi Ricordi, SRL 10-472)
- 1968 – Vilja/Tace il labbro (Det, DTP 24)
- 1968 – Igor e Natacha/Un giorno (Det, DTP 41)
- 1969 – Oh!/Qualcosa sta cambiando (Det, DTP 51)
- 1970 – Con quale amore, con quanto amore/I regali del passato (Det, DTP 58)
- 1970 – Non mi innamoro più/Promesse promesse (CGD, N 9772) con Johnny Dorelli
- 1972 – Punto d'amore/Non so più come amarlo (CGD, 8126)
- 1972 – Il Padrino/Song Sung Blue (CGD, 8279) con Johnny Dorelli
- 1973 – Una serata insieme a te/Non so più come amarlo (CGD, 1117) con Johnny Dorelli
- 1973 – Così un uomo e una donna/Proviamo a innamorarci (CGD, 1951) con Johnny Dorelli
- 1975 – Un'estate/Ciao (CGD, 3461)
- 1975 – Confessione/Mea culpa (CGD, PRG 33) con Johnny Dorelli
- 1975 – Post scriptum/Meditazione 2 (CGD, PRG 34)
- 1976 – Dieci anni in più/Mi sono innamorata di mio marito (CGD, 4209)
- 1977 – Vivere con te/Lei (CGD, 5316)
- 1979 – Pasticcio/Canterai se canterò (Warner Bros. Records, T 17498)

### Partecipazioni
- 1964 – Parata d'estate (Dischi Ricordi, MRL 6038)

## Filmografia

### Cinema

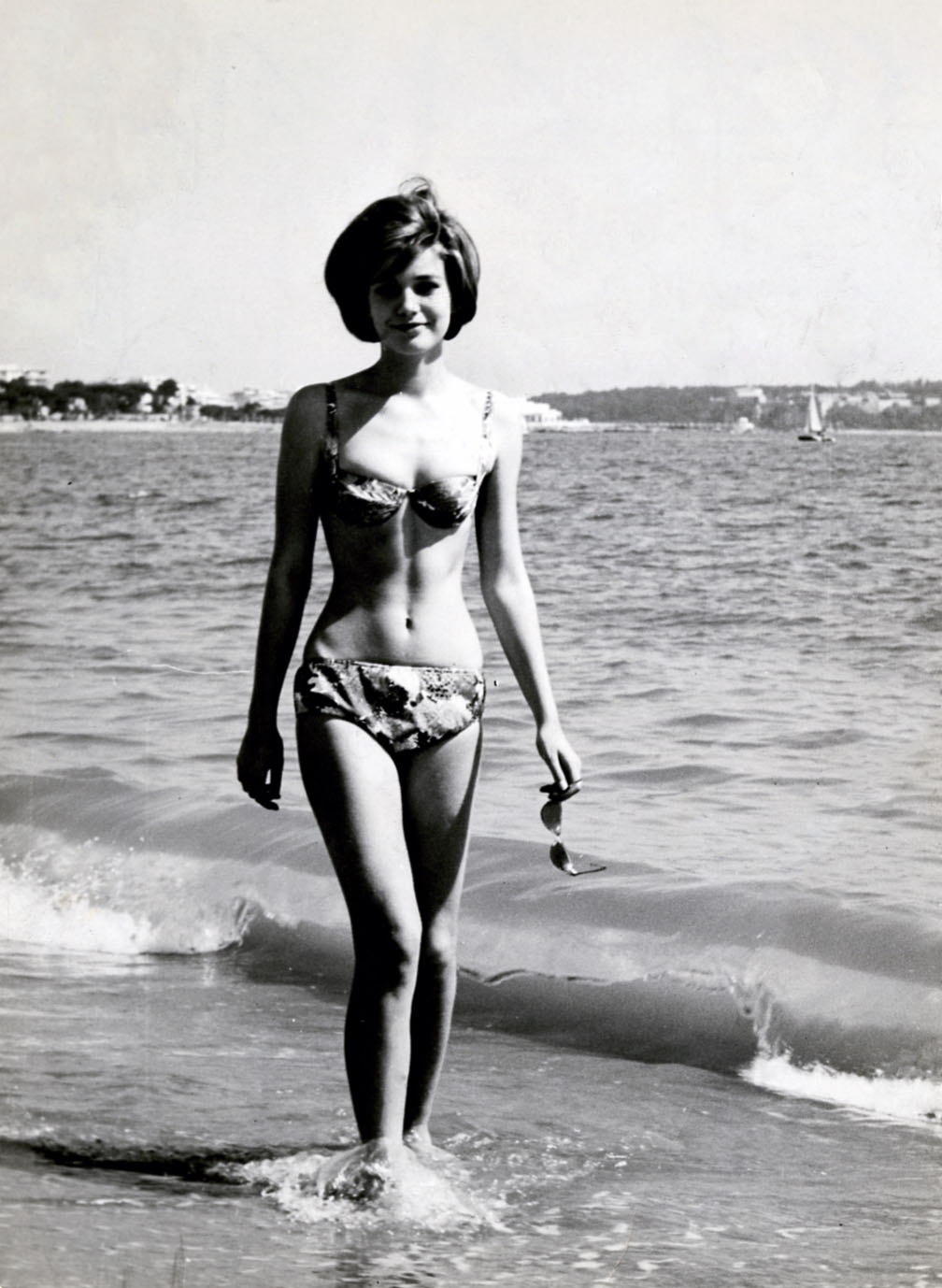
Catherine Spaak in una pausa sul set di Diciottenni al sole (1962)

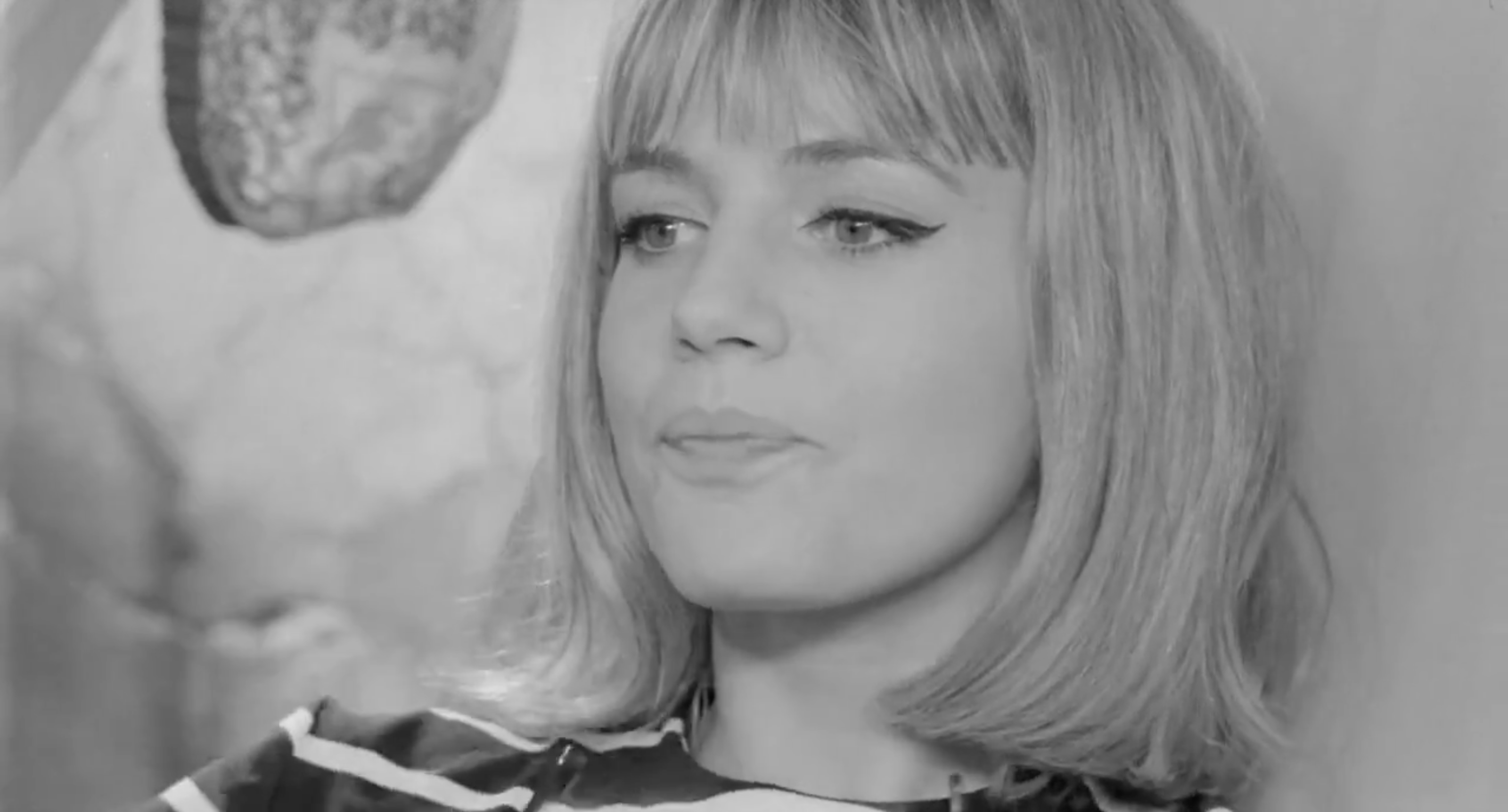
Catherine Spaak in una scena de Il sorpasso (1962)

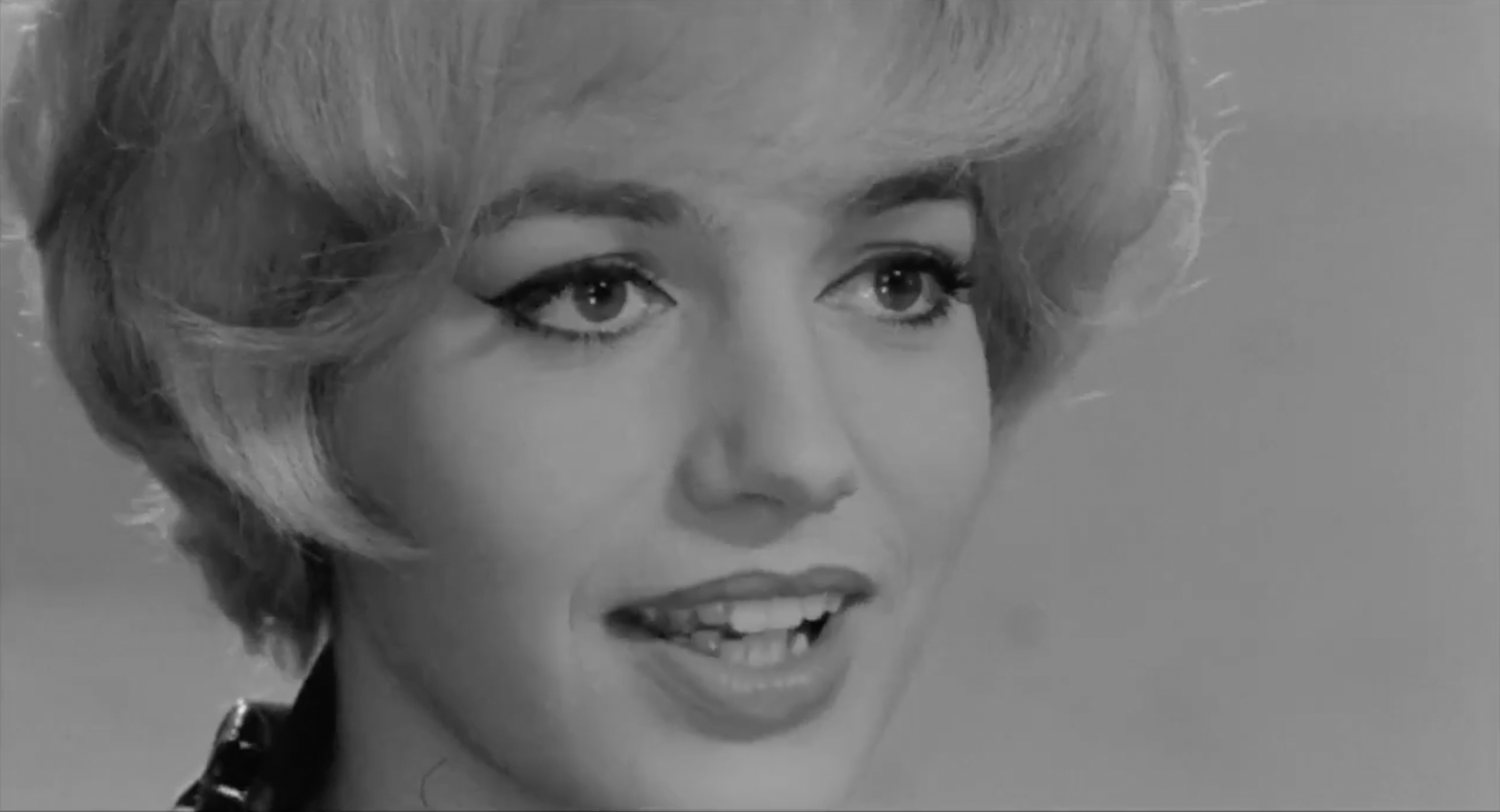
Catherine Spaak in una scena de La parmigiana (1963)

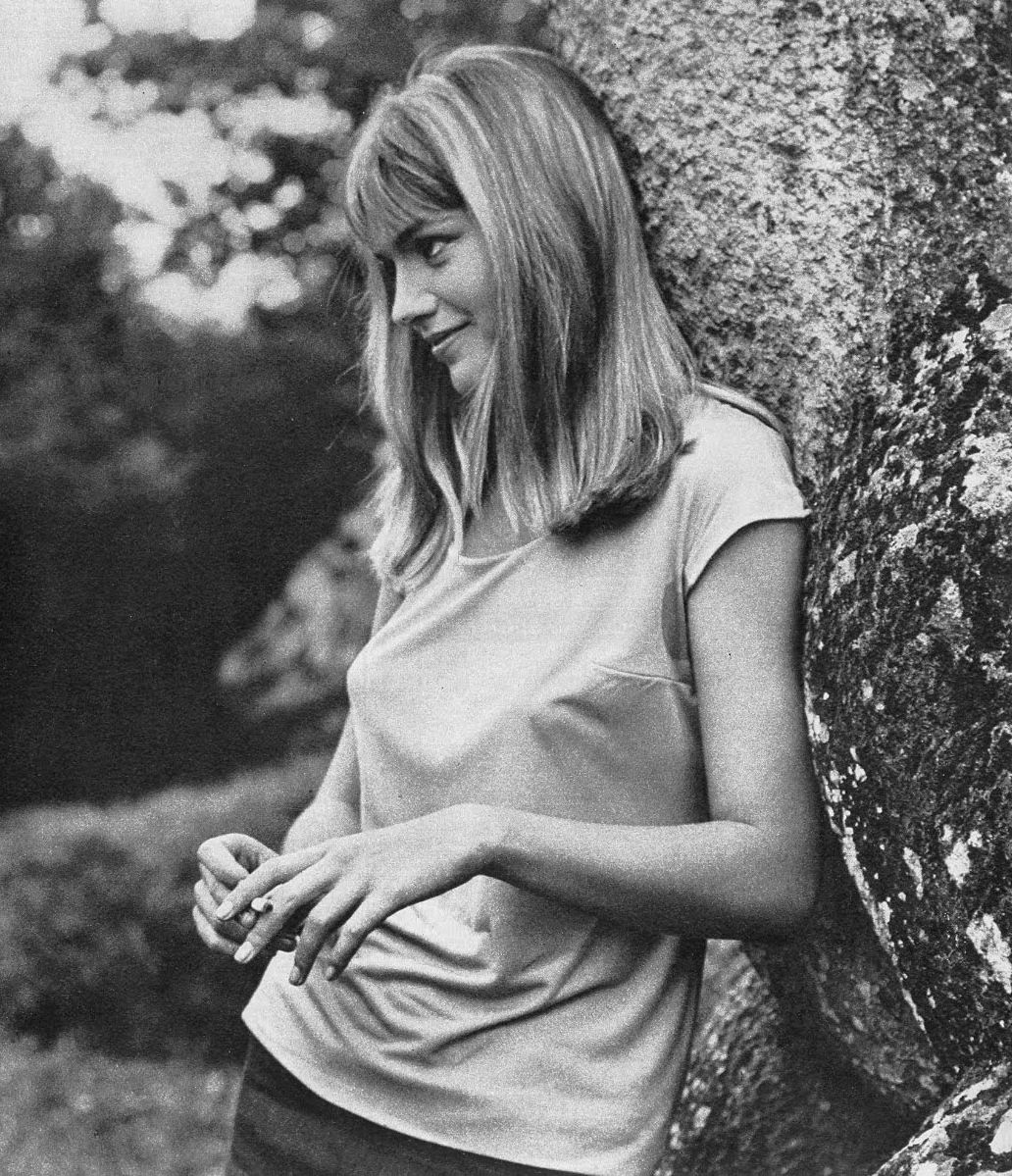
Catherine Spaak in una pausa sul set de La noia (1963)

Vittorio Gassman e Catherine Spaak in una scena de L'armata Brancaleone (1966)

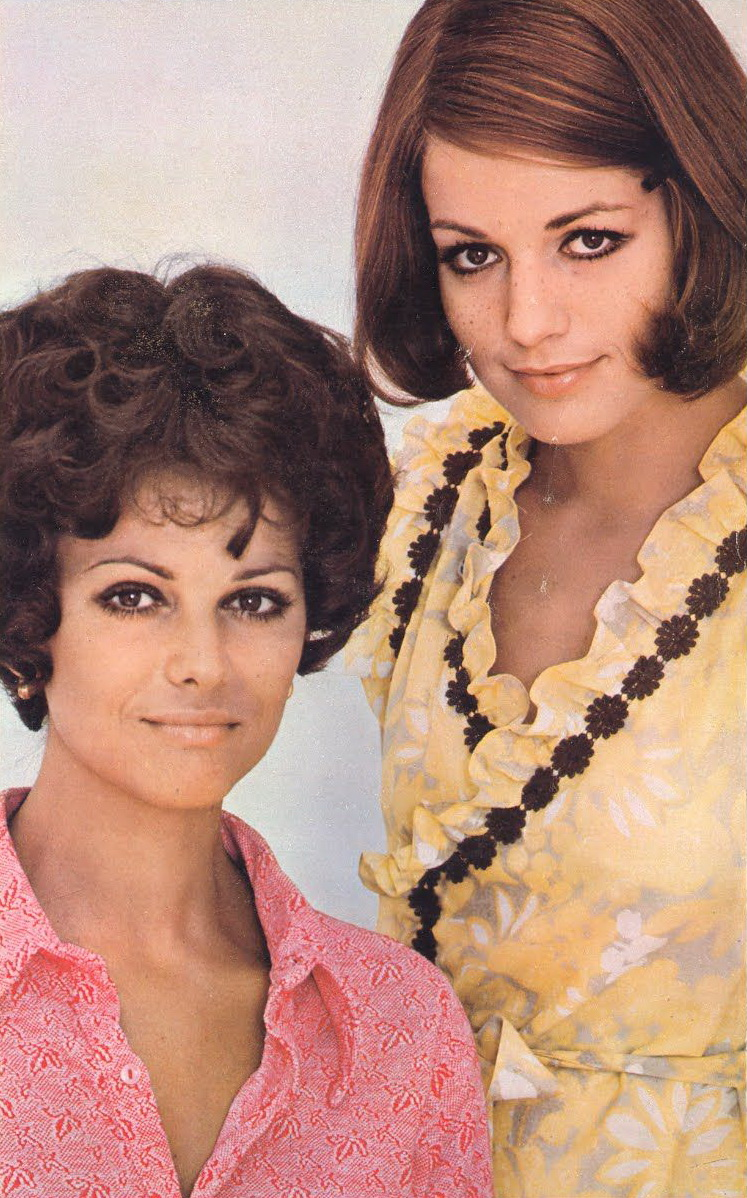
Claudia Cardinale e Catherine Spaak in uno scatto sul set di Certo, certissimo, anzi... probabile (1969)

- L'hiver, cortometraggio, regia di Jacques Gautier (1959)
- Il buco (Le Trou), non accreditata, regia di Jacques Becker (1960)
- Il carro armato dell'8 settembre, regia di Gianni Puccini (1960)
- Dolci inganni, regia di Alberto Lattuada (1960)
- Il pozzo delle tre verità (Le puits aux trois vérités), regia di François Villiers (1961)
- La voglia matta, regia di Luciano Salce (1962)
- Diciottenni al sole, regia di Camillo Mastrocinque (1962)
- Il sorpasso, regia di Dino Risi (1962)
- L'amore difficile, episodio "Le donne", regia di Sergio Sollima (1962)
- La parmigiana, regia di Antonio Pietrangeli (1963)
- Le monachine, regia di Luciano Salce (1963)
- La noia, regia di Damiano Damiani (1963)
- La calda vita, regia di Florestano Vancini (1964)
- 3 notti d'amore, regia di Renato Castellani, Luigi Comencini e Franco Rossi (1964)
- Il piacere e l'amore (La ronde), regia di Roger Vadim (1964)
- Week-end a Zuydcoote, regia di Henri Verneuil (1964)
- La bugiarda, regia di Luigi Comencini (1965)
- Oggi, domani, dopodomani, episodio "L'uomo dei 5 palloni", regia di Marco Ferreri (1965)
- Made in Italy, regia di Nanni Loy (1965)
- Madamigella di Maupin, regia di Mauro Bolognini (1966)
- Adulterio all'italiana, regia di Pasquale Festa Campanile (1966)
- L'armata Brancaleone, regia di Mario Monicelli (1966)
- Non faccio la guerra, faccio l'amore, regia di Franco Rossi (1966)
- Intrighi al Grand Hotel (Hotel), regia di Richard Quine (1967)
- La notte è fatta per... rubare, regia di Giorgio Capitani (1967)
- Il marito è mio e l'ammazzo quando mi pare, regia di Pasquale Festa Campanile (1968)
- L'uomo dei cinque palloni, regia di Marco Ferreri (1968)
- La matriarca, regia di Pasquale Festa Campanile (1968)
- Una ragazza piuttosto complicata, regia di Damiano Damiani (1969)
- Se è martedì deve essere il Belgio (If It's Tuesday, This Must Be Belgium), regia di Mel Stuart (1969)
- Certo, certissimo, anzi... probabile, regia di Marcello Fondato (1969)
- Con quale amore, con quanto amore, regia di Pasquale Festa Campanile (1970)
- Il gatto a nove code, regia di Dario Argento (1971)
- Un uomo dalla pelle dura, regia di Franco Prosperi (1972)
- Causa di divorzio, regia di Marcello Fondato (1972)
- La sedia a rotelle (Un meurtre est un meurtre), regia di Étienne Périer (1972)
- L'altro piatto della bilancia, regia di Mario Colucci (1972)
- Cari genitori, regia di Enrico Maria Salerno (1973)
- La schiava io ce l'ho e tu no, regia di Giorgio Capitani (1973)
- Storia di una monaca di clausura, regia di Domenico Paolella (1973)
- La via dei babbuini, regia di Luigi Magni (1974)
- Los pájaros de Baden-Baden, regia di Mario Camus (1975)
- La parola di un fuorilegge... è legge!, regia di Antonio Margheriti (1975)
- Bruciati da cocente passione, regia di Giorgio Capitani (1976)
- Febbre da cavallo, regia di Steno (1976)
- Per vivere meglio, divertitevi con noi, episodio "Il teorema gregoriano", regia di Flavio Mogherini (1978)
- Rag. Arturo De Fanti, bancario precario, regia di Luciano Salce (1980)
- I seduttori della domenica, episodio "Il carnet di Armando", regia di Dino Risi (1980)
- Io e Caterina, regia di Alberto Sordi (1980)
- Miele di donna, regia di Gianfranco Angelucci (1981)
- Claretta, regia di Pasquale Squitieri (1984)
- Il giocatore invisibile, regia di Sergio Genni (1985)
- Scandalo segreto, regia di Monica Vitti (1990)
- Tandem, regia di Lucio Pellegrini (2000)
- Joy - Scherzi di gioia, regia di Adriano Wajskol (2002)
- Te lo leggo negli occhi, regia di Valia Santella (2004)
- Promessa d'amore, regia di Ugo Fabrizio Giordani (2004)
- Dalla parte giusta, regia di Roberto Leoni (2005)
- L'uomo privato, regia di Emidio Greco (2007)
- Alice, regia di Oreste Crisostomi (2010)
- I più grandi di tutti, regia di Carlo Virzì (2011)
- Ti sposo ma non troppo, regia di Gabriele Pignotta (2014)
- La vacanza, regia di Enrico Iannaccone (2019)

### Televisione
- La vedova allegra – film TV (1968)
- La gatta – miniserie TV, 3 episodi (1978)
- Racconti di fantascienza – miniserie TV, episodio 3 (1979)
- Fosca – film TV (1981)
- Freddo da morire – film TV (1982)
- La Martingale – film TV (1983)
- Benedetta e company – serie TV, 6 episodi (1983)
- Ophiria – miniserie TV, 3 episodi (1983)
- Un seul être vous manque – serie TV (1984)
- Affari di famiglia – miniserie TV (1986)
- Cinéma 16 – serie TV, 1 episodio (1986)
- Le rire de Caïn – miniserie TV, 1 episodio (1986)
- La voglia di vincere – miniserie TV, 3 episodi (1987)
- L'ingranaggio – film TV (1987)
- Sei delitti per padre Brown – miniserie TV, episodio 6 (1988)
- E non se ne vogliono andare! – miniserie TV (1988)
- E se poi se ne vanno? – miniserie TV (1989)
- Una famille formidable – serie TV, 3 episodi (1993)
- Il ritorno del piccolo Lord – film TV (2000)
- Il mistero di Julie – serie TV, 2 episodi (2004)
- Questa è la mia terra – serie TV, episodi 1x01, 1x02, 1x03 (2006)
- Le inchieste dell'ispettore Zen – miniserie TV, 3 episodi (2011)
- Mistery! – serie TV, 1 episodio (2011)
- Un medico in famiglia – serie TV, episodi 8x03, 8x04, 8x05, 8x06, 8x07, 8x08 (2013)

## Teatro
- Aspettando Jo, di A. Coppel e C. Magnier (1968)
- Promesse, promesse, di N. Simon (1970)
- Cyrano, di Riccardo Pazzaglia e Domenico Modugno (1978)
- L'uomo del destino, di Y. Reza (2008)
- La capra, di E. Albee (2005)
- Storie Parallele, di C. Spaak (2006-2007)
- Vivien Leigh - L'ultima conferenza stampa, di M. Lafferty (2008)
- Racconti dal faro, di C. Spaak (2013)

## Programmi televisivi
- Carosello - (Programma Nazionale, 1971-1972, pubblicizzando le confezioni femminili Cori del Gruppo Finanziario Tessile[11])
- Carosello - (Rete 1, 1976, pubblicizzando la lacca per capelli Protein 31 della Helene Curtis.[12])
- A modo mio (Rete 1, 1977)
- Video Sera - Catherine Spaak: Io sono curiosa (Rete 1, 1978)
- TV7 (Rete 1, 1980)
- Linea verde (Rete 1, 1981)
- Supersanremo (Italia 1, 1984)
- Forum (Canale 5, 1985-1988)
- Harem (Rai 3, 1987-2002)
- Pascià (Rai 3, 1996)
- Inaugurazione del Telecom Italia Future Centre (LA7, 2002)
- Il sogno dell'angelo (LA7, 2002-2003)
- Destini: quando la vita è romanzo (Rete 4, 2003-2004)
- Ballando con le stelle 4 (Rai 1, 2007) concorrente
- Si può fare! (Rai 1, 2014) concorrente
- L'isola dei famosi 10 (Canale 5, 2015) - 1º puntata concorrente

## Riconoscimenti
- David di Donatello
  - 1964 – Targa d'oro per La noia

- Taormina Film Fest
  - 1962 – Arancia d'oro alla miglior attrice

## Doppiatrici italiane
Nelle versioni in italiano delle opere in cui ha recitato, è stata doppiata da:
- Maria Pia Di Meo in Diciottenni al sole, La voglia matta, La calda vita, La matriarca, La noia, La parmigiana, Le monachine, Il marito è mio e l'ammazzo quando mi pare, Cari genitori, Il gatto a nove code, Con quale amore con quanto amore, Un uomo dalla pelle dura
- Adriana Asti in Dolci inganni, Made in Italy, Madamigella di Maupin
- Melina Martello in Il sorpasso, La schiava io ce l'ho e tu no
- Fiorella Betti in Il buco
- Luisella Visconti in L'amore difficile
- Giorgia Moll in Intrighi al Grand Hotel
- Lucia Mannucci in La vedova allegra
- Lia Tanzi in Bruciati da cocente passione
- Paila Pavese in Febbre da cavallo

## Opere
- 26 Donne, Mondadori, 1984.
- Da me, Bompiani, 1994.
- Un cuore perso, Mondadori, 1996.
- Oltre il cielo, Mondadori, 1996.
- Lui, Mondadori, 2007.